# مطثية بارتلتية
مطثية بارتلتية (الاسم العلمي: Clostridium bartlettii) هي نوع من البكتيريا يتبع جنس المطثية من الفصيلة المطثاوية.